# Том Нук
Том Нук, також відомий у Японії як Tanukichi (яп. たぬきち) — вигаданий персонаж із серії відеоігор Animal Crossing, який керує сільським магазином (або будівлею Бюро послуг у Animal Crossing: New Horizons). Він вперше з'явився в грі на Nintendo 64 під назвою Dōbutsu no Mori, випущеній в Європі та Північній Америці на GameCube під назвою Animal Crossing. Нук продає гравцеві будинок на початку кожної назви в серії (за винятком Animal Crossing: New Leaf і Animal Crossing: New Horizons, оскільки Нук продає гравцеві намет на початку цих ігор), даючи встановити іпотеку, яку вони повинні платити, і він пропонуває покращити її після погашення іпотеки. Він також кілька разів з'являвся у серії Super Smash Bros..

## Концепт та характеристика
Том Нук заснований на танукі, єнотовидному собаці. Річ Амтауер і Рейко Ніномія, члени команди Nintendo з локалізації Treehouse, описали його як «першого боса, який у вас був», додавши, що, незважаючи на те, що він весь у справах і не завжди має час на люб’язності, Нук непогана людина. Оскільки він найняв когось нового в місто, це свідчить про щедрість». Ніномія погодилася, і обидва відчули, що жадібність Нука зменшується індексом цін у місті порівняно з цінами його магазину. Під час інтерв’ю для 1UP.com Амтауер кілька разів жартома натякає на «упередженість проти Нука».

## Роль в серії
Том Нук вперше з’являється в грі на Nintendo 64 Dōbutsu no Mori (перенесеній на GameCube як Animal Crossing у не японських регіонах) як головний власник магазину міста та продовжує свою роботу в наступних двох частинах. Роль Нука в серії залишалася практично незмінною з 2001 по 2012 рік після виходу Animal Crossing: New Leaf. Крім того, що Нук є основним власником магазину, Нук також продасть гравцеві будинок на початку гри приблизно за 19 800 Дзвіночків (валюта в грі). Оскільки в Dōbutsu no Mori та Animal Crossing гравець матиме лише 1000 дзвіночків у кишені (і зовсім не матиме дзвіночків у решті основної серії), Нук попросить гравця трохи попрацювати в його крамниці, щоб заплатити боргу. Роботи, які Нук доручає гравцеві, мають допомогти йому звикнути до керування грою. Після посадки квітів, написання листів і розмови з жителями села гравець відправляється робити все, що завгодно, але повинен самостійно сплатити решту суми своєї іпотеки. Кожного разу, коли виплачується іпотечний кредит, Нук оновлюватиме або добудовуватиме будинок гравця, щоразу створюючи у гравця більший борг перед ним.
Магазин Нука також проходить чотири оновлення та зміни протягом гри. Час оновлення залежить від того, скільки дзвіночків витрачено в магазині. Згодом його скромний магазин, схожий на халупу «Nook's Cranny», з елементарними інструментами та дуже маленькою кількістю предметів для покупки стане «Універмагом Нукінґтона» — великою триповерховою будівлею з широким асортиментом товарів для покупки. Саме в цьому розширенні гравець зустрічає двох своїх учнів, Тіммі та Томмі, які керують другим поверхом магазину. У кожній грі, незалежно від того, яке оновлення знаходиться в магазині, предмети в магазині змінюватимуться щодня.
- У Animal Crossing наприкінці місяця Нук проведе розіграш рідкісних предметів, які можна виграти. Це не було продовжено в жодному продовженні.
- У Wild World у доповненні Nookington гравець зустрічає Гаррієт, пуделя, яка може змінити зачіску гравця за 3000 дзвіночків.
- У City Folk Гаррієт перевезла свій магазин до міста. З доповненням Nookington Нук випадковим чином задаватиме гравцеві низку запитань. Те, як гравець відповідає, може змінити магазин до колишнього вигляду.
- У New Leaf замість того, щоб бути власником місцевого магазину, він тепер відповідає за «Nook's Homes» і замість цього пропонує зовнішній ремонт будинку гравця. Він також розширить будинок гравця за ціну, яка зростає з кожним розширенням. Його учні, Тіммі та Томмі, тепер самі керують міською крамницею.
- Нук незначно з’являється в Pocket Camp, і гравець може придбати його, щоб помістити у свій табір за 250 листкових квитків (доступно для покупки лише через 45 днів після початку гри). Пізніше він з’явився як безкоштовний подарунок для входу в систему для просування випуску New Horizons. Він також з'являється на кнопці, щоб купити листкові квитки.
- У New Horizons Нук і його учні Тіммі та Томмі пропонують пакет для втечі на острів і допомагають гравцеві полегшити налаштування та розвиток острова; зрештою, гравець допомагає Тіммі та Томмі заснувати міський магазин, яким вони знову керують самостійно. Нук пропонує гравцеві нову програму, відому як програма Миль Нука, як вторинну форму внутрішньоігрової валюти. Він може знову організувати розширення будинку гравця, причому сума позики щоразу збільшується.

### В інших медіа
Том Нук кілька разів незначно з’являвся в серії відеоігор Super Smash Bros., з’являючись як різні предмети колекціонування в Super Smash Bros. Melee, Super Smash Bros. Brawl і Super Smash Bros. Ultimate,, а також фоновий персонаж на сцені Smashville, яка заснована на серії Animal Crossing. Магазинна музика Тома Нука також представлена в Super Smash Bros. Brawl як частина «Ратуші та магазину Тома Нука». Том Нук також з’являється в анімаційному фільмі «Gekijōban Dōbutsu no Mori» і з’являється в кількох рекламних матеріалах, зокрема в плюшевих іграшках.

## Рецепція
Тома Нука неоднозначно сприйняли після його появи в Animal Crossing. У IGN перерахували його як дев'ятого найбільш розшукуваного персонажа в Super Smash Bros. Brawl. Вони описують його як підступного, диявольського та зловісного, коментуючи, що, хоча він може бути поганим бійцем через те, що був у відеогрі без жодних боїв, вони хотіли б бачити, як його б’ють. У GameSpy назвали Тома Нука одним із своїх улюблених босів; Редактор Браян Альтано уточнив, що він пристрасно любить ненавидіти Нук, заявивши, що, хоча він надає вдячні послуги маленькому селу, він зберігає свою реальність, засновану на тому, що він живе в місті Нука, а не у своєму власному. У UGO.com його поставили на п’яте місце серед найкращих персонажів Animal Crossing, заявивши, що хоча Містер Ресетті був дратуючим, Том Нук був придурком. Вони додали, що люблять його ненавидіти, жартома припустивши, що він «вор у законі». у Junkee також пропонують досить негативну оцінку особистості Тома Нука, водночас вказуючи на його трансформацію в різних іграх у франшизі, і стверджуючи, що його особисті якості не такі важливі, як внутрішньо експлуататорська система, яку він представляє та отримує від неї вигоду.
Том Нук також отримав позитивний прийом. У книзі письменниці Кетрін Ісбістер «Better game characters by design: a psychological approach»(Кращі ігрові персонажі за дизайном: психологічний підхід) вона наводить Тома Нука, як приклад персонажа-наставника, який опосередковано допомагає гравцям. У GamesRadar також включили його до числа 25 найкращих нових персонажів десятиліття, заявивши, що він заслужив своє місце серед сердець геймерів та людей в Інтернеті як вірусний мем, так і оманливо підступний персонаж. У 2012 році у GamesRadar поставили Тома Нука як 80-го найкращого лиходія у відеоіграх у своєму «100 найкращих» за 2013 рік, сказавши, що хоча єноти «смугасті, пухнасті та милі, Том Нук може потрапити до пекла». Того ж року у Complex поставили його на 49 місце найкрутіших лиходіїв у відеоіграх усіх часів.

Дослідник ігор Ієн Богост описав Нука як центральну частину ефективного зображення економіки споживання та боргів серії Animal Crossing:

|   | Ніхто з городян ніколи не з'являється в магазині Тома Нука ... Навпаки, гравець бере участь у повному режимі споживача; він сплачує борг, купує товари та продає товари. Том Нук купує товари, які перетворює на багатство. ... Хоча гравець витрачає більше, Нук заробляє більше. Конденсуючи всі фінансові операції в середовищі в один потік між гравцем і Томом Нуком, гра процедурно перерозподіляє багатство у спосіб, зрозумілий навіть маленьким дітям. Том Нук – своєрідне згущення корпоративної буржуазії. |
| — | |

### Пародія та аналіз
Кілька статей критикували Тома Нука, його часто порівнювали з мафіозним босом, головою в законі чи поганою людиною. У IGN його включили до 100 найкращих лиходіїв у відеоіграх, припускаючи, що Том Нук має гарне обличчя, але «холодне, мертве серце, манія величі, чиє єдине бажання — швидко подзвонити». Колега-редактор у IGN, Патрік Колан описав Нука як еквівалент Ела Сверенгена, сутенера 1800-х років, але у Animal Crossing, завдяки його діловому чуттю, а також положенню та характеру персонажа. Тома Нука також персоніфікували як підступного персонажа, а також як гангстера, зокрема у випуску веб-коміксу VG Cats, де зображено, як він грубить персонажу гравця за відсутність грошей за оренду. Він також з’явився в веб-коміксі PvP, у якому Том і Роуен погрожують знищити дім гравця за 500 000 дзвіночків. У сатиричній статті, написаній GamesRadar, вони припускають, що акторський склад Animal Crossing, особливо Том Нук, створив гравця для «культу фурі». GameSpy назвав Тома Нука персонажем відеоігор, якого б не любили в реальному житті, заявивши, що він дратує у відеоіграх і був би жахливим, якби він був орендодавцем у реальному житті. Редактор 1UP.com Джеремі Періш у своєму огляді Animal Crossing: Wild World знімає пародійний документальний фільм про ігровий світ. У ньому він припускає, що гостре ділове чуття Тома Нука дозволяє йому ефективно контролювати село. У телевізійному шоу Robot Chicken Тома Нука пародіюють у скетчі The Racoon of Wall Street, де він зображений як бізнес-магнат, який зробив трильйони дзвіночків, використовуючи незаконні методи.